# Scadoxus
Scadoxus é um gênero botânico pertencente à família Amaryllidaceae. Scadoxus costumava ser incluído no gênero Haemanthus, mas agora é considerado um gênero distinto. Scadoxus foi nomeado por Rafinesque, que comentou "umb. glor.", o que poderia significar ‘guarda-chuva glorioso’, o que é muito adequado. No entanto, em Grego doxus quer dizer glorioso, mas sca quer dizer oculto/obscuro. O nome específico multiflorus em Latim quer dizer muita florescência, e katharinae é em homenagem a Katharine Saunders, conhecida artista botânica. Seu nome anterior, Haemanthus, traduz-se por flor de sangue, de haima, sangue, e anthos, uma flor (grego), referindo-se à cor da espata e filamentos em algumas espécies de Haemanthus.
Scadoxus multiflorus ssp katharinae é uma planta vivaz rizomatosa perene, produzindo até nove folhas por estação, cuja folha tubular forma na base um pseudocaule, um caule falso formado por um revestimento de proteção na base das folhas que se sobrepõem hermeticamente e são pressionadas uma contra a outra. O pseudocaule é robusto e suculento com um diâmetro de até 25 mm, e normalmente tem pintas roxas, mas pode ser liso e quase branco.
As folhas são grandes com nervura central distinta, finas texturas e uma margem ondulante. Elas cercam o pseudocaule dando uma forma total única e simétrica. As folhas de uma planta bem cultivada podem alcançar 70 cm altura com uma extensão de até 110 cm.
A espetacular floração é um enorme guarda chuva esférico consistindo em até 200 flores, mantido afastado da folhagem no fim de um caule solitário. Cada planta produzirá uma única flor a cada ano (com raras exceções). Uma florescência pode alcançar um diâmetro de 25 cm e uma altura de 110 cm. Cada flor é vermelho-cor-de-laranja com estames carregados de pólen amarelo nas anteras. A soberba florescência dura de 1 a 2 semanas. Florescem do final do verão ao início do outono (dezembro-março). As sementes desenvolvem-se no ovário inferior, no qual são visíveis como uma inchação no talo abaixo da flor, na extremidade do pedúnculo. Este se expande para formar uma baga verde que se tornará escarlate, visto que amadurece durante o inverno-primavera (Julho-Setembro). Estas bagas decorativas podem permanecer na planta por até 2 meses.
Um dos mais belos bulbos ornamentais cultivados, este nativo sul africano pode ser encontrado em todas as regiões da África tropical, exceto nas muito secas. Elas são amplamente distribuídas em planícies de florestas montanhosas, margem de florestas ou pastos ao ar livre e são muito comuns sob sombra de árvores nas margens de rios.
A Scadoxus multiflorus ssp katharinae é uma planta perene, vivaz, que cresce no verão, requer semi-sombra e florescerá mesmo em bastante sombra. Tem período de dormência no inverno. É sensível à geada e não é recomendado o cultivo ao ar livre em áreas frias com temperatura mínima de -1 a 4 °C.
Os rizomas de Scadoxus são plantados um pouco abaixo da terra e é melhor deixá-los intocados na mesma posição por muitos anos. O solo deve ser bem drenado, rico e leve, com bastante terra vegetal ou terra bem fofa. A Scadoxus multiflorus gosta de água abundante quando em crescimento ativo, mas não gosta de solo encharcado. Ela não tem problemas para sobreviver aos invernos úmidos, se posicionada em solo bem drenado. São plantas que crescem bem em grandes grupos embaixo de árvores, onde elas não parecem se importar em competir com as raízes das mesmas.
A propagação é por sementes e brotos. A semente deve ser semeada logo que amadurece. Isso não significa necessariamente que as bagas devem ser removidas logo que se tornam vermelhas. Se elas não estão sob a ameaça de aves, ou crianças curiosas, as sementes podem ser deixadas sem danos até começarem a se mostrar franzidas, o que deve acontecer perto do início da primavera. Limpe a polpa com cuidado, pois as sementes são macias e suculentas. O melhor é friccioná-las ou descascá-las. Plante em uma mistura de solo bem drenado e ponha-as à luz, pressione a semente suavemente na terra, não cubra, mas deixe o topo visível ou com uma leve camada de terra. Mantenha a umidade, mas não encharque. Flores podem ser esperadas do terceiro verão em diante. Os brotos devem ser removidos depois da floração, no outono, e replantados imediatamente.
Tenha cuidado com as lagartas perfuradoras do Lírio Amaryllis que podem provocar graves danos na planta inteira. Lesmas e caracóis também podem danificar a folhagem.
Estas plantas são venenosas. O gênero Scadoxus contém muito alcalóide e são plantas altamente tóxicas. Duas espécies, Scadoxus multiflorus e Scadoxus cinnabarinus, são conhecidas por serem usadas em Camarões, Gabão, Angola e na República Centro-africana junto com várias outras plantas, como um forte veneno. O bulbo também é usado para tratar hidropisia, sarna e feridas mal curadas.
No sul do Brasil, sobretudo nas zonas de colonização alemã, esta planta está associada ao Natal e é conhecida pelo nome de Weihnachtsblume no dialeto teutobrasileiro Riograndenser Hunsrückisch. Já na língua alemã padrão, falada na Alemanha e países vizinhos, o nome comum mais utilizado é Blutblume, ou seja traduzido ipsis verbis flor-sangue, dado a suas pétalas caracteristicamente encarnadas.

## Ligações externas

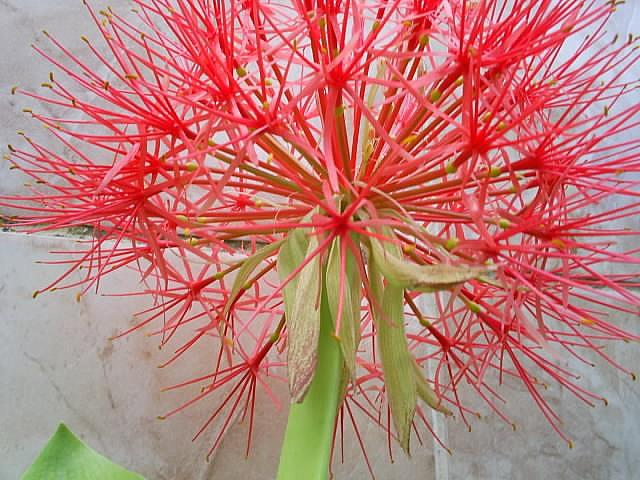
Scadoxus
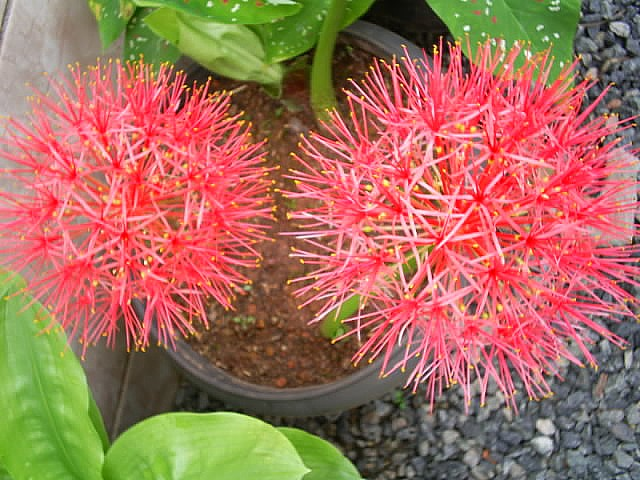
Scadoxus multiflorus
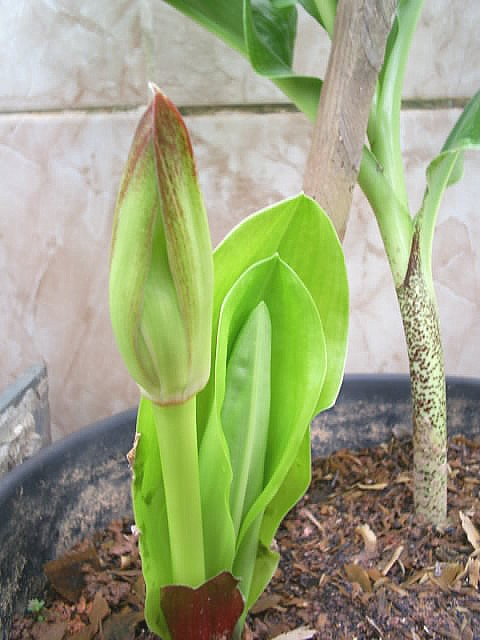
Scadoxus multiflorus em botão
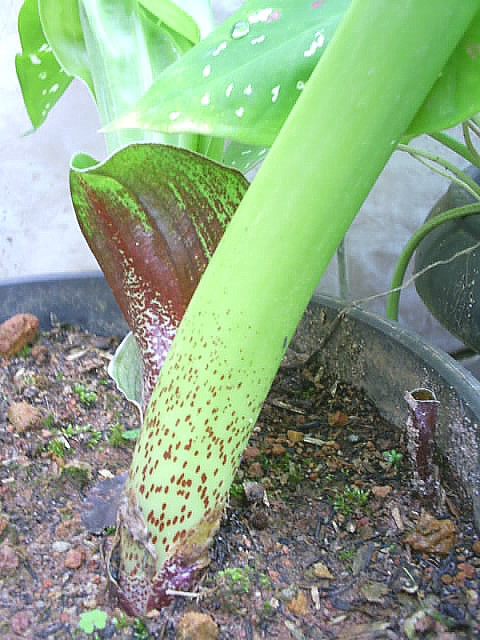
Scadoxus multiflorus caule com pintas